# Horohorîn, Luțk
Horohorîn (în ucraineană Хорохорин) este localitatea de reședință a comunei Horohorîn din raionul Luțk, regiunea Volînia, Ucraina.

## Demografie
Componența lingvistică a localității Horohorîn
     Ucraineană (98,65%)
     Rusă (1,35%)
Conform recensământului din 2001, majoritatea populației localității Horohorîn era vorbitoare de ucraineană (98,65%), existând în minoritate și vorbitori de rusă (1,35%).